# Angriff der Riesenkralle
Angriff der Riesenkralle (Originaltitel: The Giant Claw) ist ein US-amerikanischer Science-Fiction-Film von Fred F. Sears. Produziert wurde er von Sam Katzman für Columbia Pictures. In den Hauptrollen sind Jeff Morrow und Mara Corday zu sehen. Der Film erschien in den USA im Jahr 1957, in Deutschland wurde der Film 1996 auf dem deutschen Fernsehsender RTL in einer synchronisierten Fassung gezeigt. Eine erneute Ausstrahlung übernahm der Sender Tele 5 25 Jahre später, als Oliver Kalkofe und Peter Rütten den Film in ihrer Sendung Die schlechtesten Filme aller Zeiten vorstellten.

## Handlung
Auf einem Radarkalibrierungsflug sichtet der Elektronikingenieur Mitchell „Mitch“ MacAfee ein UFO, ein unidentifiziertes fliegendes Objekt. Wieder auf dem Boden angekommen, muss er feststellen, dass keines der drei Radare Notiz von diesem UFO genommen hat. Als bald darauf Militär- und Zivilflugzeuge ebenfalls ein UFO sichten und melden und kurz darauf abstürzen oder explodieren, muss gehandelt werden. Die ausgeschickten Abfangjäger sichten jedoch nichts. Bei dem vermeintlichen UFO jedoch handelt es sich um einen prähistorischen, außerirdischen Riesenvogel, der von einem schützenden Antimaterieschild umgeben und somit immun gegen jegliche Art von Schusswaffen ist. Als Letztes attackierte der Vogel ein Flugzeug, dessen Insassen er fraß.
MacAfee, Sally Caldwell und General Van Buskirk locken den Vogel mithilfe von Wetterballons an. Den dabei entstandenen Film geben sie an Lt. Gen. Edward Considine weiter, der wieder Flugzeuge ausschickt, die das Monstrum unschädlich machen sollen, doch alle Menschen an Bord der Maschinen sterben. Kurz darauf wird das Ei des Vogels beseitigt. Da der Vogel den Luftraum der gesamten Welt unsicher macht, entwickelt MacAfee mithilfe von Dr. Noymann eine Waffe, die das Kraftfeld des Vogels durchdringen soll. Der Vogel greift inzwischen New York an und zerstört das Empire State Building und das Gebäude der UNO, viele Menschen sterben. Letztendlich kann erreicht werden, dass die Waffe das Kraftfeld des Vogels durchdringt, er stürzt ins Meer und stirbt.

## Wissenswertes
- Die Schauspieler bekamen das Monster während der Dreharbeiten nicht zu sehen.
- Einige Spezialeffekte aus dem Harryhausen-Film Fliegende Untertassen greifen an wurden in diesem Film wiederverwendet. Die anderen, so vor allem jene mit dem Monster, „zweifellos die schlechtesten, die jemals in einem Hollywoodfilm zu sehen waren, wurden aus Kostengründen in Mexiko produziert“.[1]
- Der Film erschien in den Kinos als Double Feature mit The Night the World Exploded, der ebenfalls von Regisseur Sears gedreht wurde.

## Kritik
Monstrula.de schreibt: „Als Gegner des Monsters sind haufenweise erfahrene Darsteller am Werk, doch gegen die Erscheinung des Vogels können sie nicht anspielen. Diese Kreatur ist so ziemlich das blödeste, was je durch die Lüfte flog. Ausgestattet mit Ziehharmonika-Hals, Glubschaugen und einer unglaublichen ‚Frisur‘, ist das Untier eine wunderbare Lachnummer.“